# Dettlof von Schwerin
Dettlof von Schwerin (* 8. Juni 1650 in Löwitz; † 30. August 1707 in Putzar) war General in niederländischen, hessen-kasselschen und mecklenburgischen Diensten.

## Leben
Dettlof von Schwerin entstammte der Löwitzer Linie des pommerschen Adelsgeschlechts von Schwerin. Er war der vierte Sohn des Anton Dettlof von Schwerin (1600–1658) und der Erdmuth Sophie von Wedell. Zusammen mit seinem Bruder Ulrich (1648–1697) besuchte er ab 1664 die Universität Greifswald. 
Bereits in seiner Jugend schlug er eine militärische Laufbahn ein. 1674 war er Offizier im niederländischen Regiment von Fersen, das zum Teil in Pommern geworben worden war. Später trat er in den Dienst der Landgrafen von Hessen-Kassel und gehörte vermutlich dem Regiment Lippe zu Fuß des Feldmarschall-Leutnants August zu Lippe-Brake an. Als Oberstleutnant war er 1687 Kommandeur des (1.) Leib-Grenadier-Bataillons im Garde-Regiment. Am 9. März 1687 wurde er zum Oberst befördert und am 22. Juni 1687 zum Kommandanten von Kassel ernannt. 
Für Friedrich I. von Hessen-Kassel stellte er ein Leib-Infanterie-Regiment auf, mit dem er ab September 1688 in die Niederlande ging und am Pfälzischen Erbfolgekrieg teilnahm. Nach seiner Verwundung in der Schlacht bei Fleurus (1690) hielt er sich für einige Zeit in London auf. In der Schlacht bei Leuze wurde er 1691 erneut verwundet. 1692 nahm er an der Schlacht bei Steenkerke teil. 1693 wurde er zum Brigadier befördert und nahm unter dem Herzog von Holstein-Plön an der Belagerung von Huy bis zu dessen Kapitulation im September 1694 teil. Danach wurde er mit zwölf Bataillonen zum Entsatz von Lüttich (Luyck) entsandt. Am 20. Juli 1695 wurde er zum Generalmajor ernannt und nahm im selben Jahr unter Menno van Coehoorn an der Belagerung und Einnahme von Namur teil. 1696 unterstanden bei Speierbach 12.000 Mann seinem Kommando.
Nach dem Frieden von Rijswijk 1697 wurde Dettlof von Schwerin zum Oberamtmann der Grafschaft Katzenelnbogen und Gouverneur der Burg Rheinfels ernannt. Als Inhaber eines in niederländischen Diensten stehenden Regiments ging er im selben Jahr nach Den Haag, wohin er seine Neffen berief, zu denen der spätere preußische Feldmarschall Kurt Christoph von Schwerin gehörte. Landgraf Karl von Hessen-Kassel ernannte ihn am 6. August 1698 zum Generalleutnant. 
1701 wurde er General en chef der in niederländischen Diensten stehenden Mecklenburgischen Truppen, zugleich wurde er Chef eines Infanterieregiments. Unter dem Kommando des Herzogs von Marlborough kämpfte er im Spanischen Erbfolgekrieg, nahm dann aber 1705 – offenbar nicht nur aus gesundheitlichen Gründen – seinen Abschied. König Friedrich I. in Preußen zeichnete ihn im selben Jahr mit dem Orden De la Générosité aus. 
Dettlof von Schwerin kehrte auf seine Güter nach Schwedisch-Pommern zurück. Er nahm seinen Wohnsitz auf Putzar. Die Putzarer Kirche ließ er 1705 ausbauen und neu ausstatten. 
Er starb 1707 unverheiratet und ohne Nachkommen. Dettlof von Schwerin wurde in der Putzarer Kirche beigesetzt. 